# Cleistanthus pilosus
Cleistanthus pilosus är en emblikaväxtart som beskrevs av Charles Budd Robinson. Cleistanthus pilosus ingår i släktet Cleistanthus och familjen emblikaväxter. Inga underarter finns listade i Catalogue of Life.